# ASTRAL CHAIN
『ASTRAL CHAIN』（アストラルチェイン）は、プラチナゲームズが開発し、任天堂より2019年8月30日に発売されたNintendo Switch用3Dアクションゲームである。

## 概要
隕石の落下により異界とつながった地球はゲートから現れる「キメラ」と呼ばれる異形生物によって汚染されてしまったため、災厄を逃れた人々は巨大な人工島「アーク」に移り住む。主人公が所属する特殊部隊「ネウロン」はキメラやその影響を受けて人間から変異した「偏移体」から人々を守るために戦いを繰り広げる。
『ニーア オートマタ』のゲームデザイナーとして知られる田浦貴久の初ディレクション作品で、神谷英樹がスーパーバイザーを務め、キャラクターデザインには漫画家の桂正和を起用している。
オープニング、エンディング、挿入歌をエイベックスが全面プロデュースし、ボーカリストにはBeverly、青山ウィリアム from INTERSECTIONを起用している。

## システム
操作キャラクターとして、男女2人からいずれかを選択する。選択しなかったキャラクターは主人公の双子の弟・妹として作中に登場する。
主人公は特殊兵器「レギオン」と共に探索を行う。敵との戦闘時には、「同じ敵に同時攻撃する」「別々の敵に攻撃する」など主人公とレギオンが連携しながら戦うことになる。本作ではこのシステムを「デュアルアクション」と呼称している。
主人公はストーリー中、レギオンと完全にシンクロし、レギオンを使用した高度な戦闘を可能とする。ここでは、全5種類のレギオンの特徴とアクションの一部を記載する。
〈レギオン〉
◯ソード・スタイル
主人公が最初に手にするレギオン。両手に装備した刄で攻撃する。固有アクションの「斬撃」で相手を凪払うだけでなく、電波を遮断や、相手の攻撃(相手の攻撃も波動の一種なので)も弾くことが可能。更に点在するキメラの痕跡や人々の汚染にも干渉できる。
◯アロー・スタイル
アキラが最初に手にするレギオン。弓矢を使った遠距離、及び空中の敵への攻撃が可能。
固有アクションの「精密射撃」で、自分で狙いを付け、遠くの仕掛けや敵の弱点を撃ち抜く事ができる。
◯アーム・スタイル
ジンが使用するレギオン。太い両腕から行列な打撃を繰り出す。固有アクションの「同体」でレギオンを鎧のように身に付け、浮遊しながら移動、攻撃が可能。また、重い物を持ち上げたり、扉をこじ開ける「把握」も使える。
◯ビースト・スタイル
アリシアが使用するレギオン。レギオンの中で唯一地に足を付けている。爪や牙での素早い攻撃をする。「搭乗」することで、レギオンにまたがり、高速で移動する。また、嗅覚を活かした追跡や、瓦礫を掘り起こすこともできる。獣というよりは犬である。
◯アックス・スタイル
マックス隊長が扱うレギオン。巨大な斧で相手の攻撃を「防御」しながら、一撃の重い大振りな攻撃を放つ。また、斧にエネルギーを注入して、壁などを「爆破」することもできる。

## 登場キャラクター

### ネウロン
主人公
声 - 島﨑信長（男）/ 安済知佳（女）
本作の主人公。20年前にアークで起きた大事故の最中に生まれてまもなく生みの親を亡くして孤児になった所をマックスに拾われ、育てられた双子の姉・兄。
マックスの影響で警察官になり、その後ヨゼフに生まれ持った素質を見抜かれ、半ば強引に特殊部隊「ネウロン」に入隊した。
アキラ・ハワード
声 - 島﨑信長（男）/ 安済知佳（女）
主人公の双子の弟・妹。負けん気が強く、真面目な性格。容姿は選択しなかった方の主人公と同じである。
主人公と同じく生みの親を亡くして孤児になり、共にマックスに育てられる。主人公同様、警察官になったが、前述の通り特殊部隊「ネウロン」に入隊した。
マクシミリアン・ハワード
声 - 三宅健太
特殊部隊「ネウロン」の隊員で、主人公とアキラの義父。通称マックス。
見た目通り体格が良く、パワー自慢の猪突猛進タイプではあるが、状況判断に優れていて面倒見が良い性格。
主人公たちにとって初めての任務の際、暴走したレギオン達を食い止めるため、一人異界に残ってしまった後、行方不明になる。
ジン・ウォン
声 - 武内駿輔
特殊部隊「ネウロン」のエース隊員。冷静沈着で、仲間を大切にする優しい性格。主人公たちの幼なじみで、彼らの指導もしている。
アリシア・ロペス
声 - 恒松あゆみ
特殊部隊「ネウロン」の女性隊員。明るく強気でさっぱりした性格。口が悪いが面倒見が良い。旧友であるマックスに対してヤケに厳しい所がある。
オリーヴ・エスピノーサ
声 - 和氣あず未
特殊部隊「ネウロン」のオペレーター。ピンク色のロングヘアといった派手な見た目ではあるが、仕事には真面目。元テレビキャスターで、アーク各地でキメラによる汚染被害を目の当たりにして、自ら志願した。
ブレンダ・モレノ
声 - 喜多村英梨
医療主任。レギオンの開発もしている科学者でもある。任務中に怪我をした隊員に厳しくしているが、その厳しさが逆に隊員たちの間で人気になっている。実は可愛いものが大好き。
ヨゼフ・カルヴァード
声 - 土師孝也
特殊部隊「ネウロン」の司令官で、科学者。物静かで落ち着いた性格で、強い信念を持つが、レギオンに対しての可能性を異質なほど求める。
マリー・ウェンス
声 - 田中あいみ
庶務班班長。明るく真面目な性格だが、少し天然。
ラッピー
警察庁広報担当のマスコットキャラクター。イヌをモチーフにしている。時々地下2階にある司令室に赴いて隊員たちの相談役になっている。トレーニングメニューのナビゲーションのキャラクターにもなっている。
『Nintendo Direct 2021.9.24』の「ベヨネッタ3」のトレーラームービーに彼の首振り人形が登場している。
ハル
声 - 山下大輝
アーク中を飛び回り情報収集をしている高性能ドローン型ロボットを操る青年。一度も本部に顔を見せていないため、変人扱いされている。主人公とは、ドローンが異次元で壊れたところを助けてもらって以降、協力する。
タバサ・ベルナルド
技術屋。
テッド・ガルシア
技術屋。

### その他
カイル・メルクロヴ
声 - 大泊貴揮
アッパーズの若者たちによって構成されたハッカー集団「電脳義賊ハーミット」のリーダー。前リーダーが行方不明になった後、そのままリーダーに抜擢。ハッキングだけでなく、武器を用いた戦闘にも長けている。
ジェナ・アンダーソン
声 - 甲斐田裕子
研究者の姿をした女性。髪型が整っておらず、服装に汚れや破れた所があるなど、身なりはだらしない。20年前に行方不明になっていたが、突如姿を現し、レギオン研究施設の1つを破壊。主人公たちネウロンは彼女をキメラと関係があるとして跡を追うことになる。主人公たちの前に幾度も立ち塞がり、生体兵器レギオンに警鐘を鳴らす。体の一部を偏移体のように武器に変化させて戦うなど、戦闘能力が高い。

## 開発
プラチナゲームズ　(任天堂発売)

## 評価
metacriticでは87のMetascore評価に加え、8.9のユーザースコアを獲得している。